# Possession (1919)
Possession é um filme mudo do gênero romance produzido no Reino Unido, dirigido por Henry Edwards e lançado em 1919. É uma adaptação do romance Phroso, de Anthony Hope.